# Philipp Trutenat
Philipp Trutenat (6 de diciembre de 1997) es un deportista de Alemania que compite en atletismo. Ganó una medalla de oro en el Campeonato Europeo de Atletismo Sub-23 de 2019, en la prueba de 4 × 100 m.